# Betty en NY
Betty in NY è una serie televisiva statunitense trasmessa su NBC dal 6 febbraio al 12 agosto 2019. È il secondo remake statunitense della telenovela colombiana del 1999 Betty la fea, creato da Fernando Gaitán.

## Trama
La telenovela ruota attorno a Beatriz Aurora Rincón Lozano, una giovane donna messicana intelligente e capace che vive a New York che insegue i suoi sogni, superando i pregiudizi in un mondo in cui l'immagine è tutto. Dopo aver subito sei mesi di rifiuto in tutti i lavori che applica a causa della sua mancanza di attrattiva fisica, Betty decide di accettare un lavoro molto al di sotto delle sue capacità. Così, dopo essere entrata nella sofisticata società di moda V&M Fashion, diventa la segretaria personale del presidente dell'azienda. Sebbene venga ridicolizzata e umiliata quotidianamente per la sua totale mancanza di stile, Betty è più che disposta a non essere sconfitta in questa spietata guerra di apparenze. Sebbene sia estremamente competente e abbia grandi piani per la crescita personale, nessuna delle sue molte qualità sarà in grado di aiutare Betty a trovare il vero amore.

## Personaggi
- Beatriz "Betty" Aurora Rincón, interpretata da Elyfer Torres
- Armando Mendoza, interpretato da Erick Elías
- Marcela Valencia, interpretata da Sabrina Seara
- Ricardo Calderón, interpretato da Aarón Díaz
- Hugo Lombardi, interpretato da Héctor Suárez Gomís
- Demetrio Rincón, interpretato da César Bono
- Julia Lozano de Rincón, interpretata da Alma Delfina
- Mariana González, interpretata da Jeimy Osorio
- Patricia Fernández, interpretata da Sylvia Sáenz
- Roberto Mendoza, interpretato da Saúl Lisazo
- Nicolás Ramos, interpretato da Mauricio Garza
- Bertha Vargas, interpretata da Sheyla Tadeo
- Isabel Moreno as Inés "Inesita" Sandoval, interpretata da Isabel Moreno
- Amaranta Ruiz as Sofía Peña, interpretata da Amaranta Ruiz
- Fabio, interpretato da Mauricio Henao
- Margarita del Valle Mendoza, interpretata da Gloria Peralta
- Efraín Montes, interpretato da Pepe Suárez
- Catalina Escarpa, interpretata da Verónica Schneider
- Daniel Valencia, interpretato da Rodolfo Salas
- Giovanni Castañeda, interpretato da Freddy Flórez
- Jenny Wendy Reyes, interpretata da Candela Márquez
- Aura María Andrade, interpretata da Daniela Tapia
- Charly Godines, interpretato da Jaime Aymerich
- Wilson Cuauhtémoc Márquez, interpretato da Polo Monárrez
- Sandra Fuentes, interpretata da Valeria Vera
- Gregorio Mata, interpretato da Rykardo Hernández
- María Lucía Valencia, interpretata da Paloma Márquez
- Raymond Smith, interpretato da Jimmie Bernal
- Karla, interpretata da Michelle Taurel
- Nacho, interpretato da Gabriel Coronel
- Steve Parker, interpretato da Fred Valle
- Naomi Ferreti, interpretata da Karen Carreño
- Deisy, interpretata da Suzy Herrera
- Mr. Anderson, interpretato da Carl Mergenthaler
- Peter, interpretato da Salim Rubiales
- Romina, interpretata da Sofía Reca
- Frank, interpretato da Jorge Consejo
- Daniela Botero as Vanessa Palacios, interpretata da Daniela Botero
- Laura Garrido as Cindy Anderson, interpretata da Laura Garrido
- Elvis, interpretato da Willy Martin
- Andrés, interpretato da Saúl Mendoza
- Manuel, interpretato da Ángelo Jamaica
- ?, interpretato da Santiago Jiménez
- Efraín Jr. Montes, interpretato da Noah Rico
- Jonathan Montes, interpretato da Martín Fajardo

## Puntate
| Stagione       | Puntate | Prima TV USA |
| -------------- | ------- | ------------ |
| Prima stagione | 123     | 2019         |

| Nº  | Titolo originale                        | Prima TV USA     |
| --- | --------------------------------------- | ---------------- |
| 1   | Beatriz Rincón irrumpe en V&M           | 6 febbraio 2019  |
| 2   | El trago amargo                         | 7 febbraio 2019  |
| 3   | La maldad de Patricia                   | 8 febbraio 2019  |
| 4   | Betty contraataca                       | 11 febbraio 2019 |
| 5   | Una jugosa oferta                       | 12 febbraio 2019 |
| 6   | Un corazón partido                      | 13 febbraio 2019 |
| 7   | El gran regalo                          | 14 febbraio 2019 |
| 8   | Una propuesta indecente                 | 15 febbraio 2019 |
| 9   | El sabotaje                             | 18 febbraio 2019 |
| 10  | El soborno                              | 19 febbraio 2019 |
| 11  | Betty está bajo la lupa                 | 20 febbraio 2019 |
| 12  | El gran reto                            | 21 febbraio 2019 |
| 13  | La farsa de Armando                     | 22 febbraio 2019 |
| 14  | La advertencia                          | 25 febbraio 2019 |
| 15  | Bajó presión                            | 26 febbraio 2019 |
| 16  | Hugo estalla de furia                   | 27 febbraio 2019 |
| 17  | Apuesta riesgosa                        | 28 febbraio 2019 |
| 18  | Sufrimiento silencioso                  | 1º marzo 2019    |
| 19  | La promesa                              | 4 marzo 2019     |
| 20  | Hugo saborea su venganza                | 5 marzo 2019     |
| 21  | Buscado por la policía                  | 6 marzo 2019     |
| 22  | Un mal día                              | 7 marzo 2019     |
| 23  | Armando mete la pata                    | 8 marzo 2019     |
| 24  | Betty se desilusiona                    | 11 marzo 2019    |
| 25  | Armando se derrumba                     | 12 marzo 2019    |
| 26  | La noticia bomba                        | 13 marzo 2019    |
| 27  | Embarazada                              | 14 marzo 2019    |
| 28  | La rival                                | 15 marzo 2019    |
| 29  | El beso seductor                        | 18 marzo 2019    |
| 30  | Jugar con fuego                         | 19 marzo 2019    |
| 31  | Un sueño erótico                        | 20 marzo 2019    |
| 32  | El interrogatorio                       | 21 marzo 2019    |
| 33  | La nueva dueña                          | 22 marzo 2019    |
| 34  | El descubrimiento                       | 25 marzo 2019    |
| 35  | Una mala racha                          | 26 marzo 2019    |
| 36  | En evidencia                            | 27 marzo 2019    |
| 37  | Los chismes vuelan                      | 28 marzo 2019    |
| 38  | La incertidumbre                        | 29 marzo 2019    |
| 39  | Develan al misterio                     | 1º aprile 2019   |
| 40  | Enamorar a la más fea                   | 2 aprile 2019    |
| 41  | La primera cita                         | 3 aprile 2019    |
| 42  | Grito a los cuatro vientos              | 4 aprile 2019    |
| 43  | Un amor fugaz                           | 5 aprile 2019    |
| 44  | El despecho                             | 8 aprile 2019    |
| 45  | Secuestro por amor                      | 9 aprile 2019    |
| 46  | In fraganti                             | 10 aprile 2019   |
| 47  | Un cambio de look                       | 11 aprile 2019   |
| 48  | El héroe                                | 12 aprile 2019   |
| 49  | Malditos celos                          | 15 aprile 2019   |
| 50  | Noche de serenata                       | 16 aprile 2019   |
| 51  | Imaginación desatada                    | 17 aprile 2019   |
| 52  | Un poema de amor                        | 18 aprile 2019   |
| 53  | El espionaje                            | 19 aprile 2019   |
| 54  | Noche de locura                         | 22 aprile 2019   |
| 55  | Una noche íntima                        | 23 aprile 2019   |
| 56  | El osito de cristal                     | 24 aprile 2019   |
| 57  | Bajo la tormenta                        | 26 aprile 2019   |
| 58  | La llama del amor                       | 29 aprile 2019   |
| 59  | La negación                             | 30 aprile 2019   |
| 60  | Intuición de madre                      | 1º maggio 2019   |
| 61  | El ataque                               | 2 maggio 2019    |
| 62  | Mujer herida                            | 3 maggio 2019    |
| 63  | La apuñalada por la espalda             | 6 maggio 2019    |
| 64  | El ultimátum                            | 7 maggio 2019    |
| 65  | La intriga                              | 8 maggio 2019    |
| 66  | Una nube negra                          | 9 maggio 2019    |
| 67  | En apuros                               | 10 maggio 2019   |
| 68  | Frustración                             | 13 maggio 2019   |
| 69  | Atrapados por el deseo                  | 14 maggio 2019   |
| 70  | Impotencia sexual                       | 15 maggio 2019   |
| 71  | Juego sexual                            | 16 maggio 2019   |
| 72  | Armando no la tiene fácil               | 17 maggio 2019   |
| 73  | Distanciados                            | 20 maggio 2019   |
| 74  | Derrumbe emocional                      | 21 maggio 2019   |
| 75  | La revancha                             | 22 maggio 2019   |
| 76  | Condena de amor                         | 23 maggio 2019   |
| 77  | Una noche impredecible                  | 24 maggio 2019   |
| 78  | Basta de mentiras                       | 27 maggio 2019   |
| 79  | Jugada sucia                            | 28 maggio 2019   |
| 80  | Al mal tiempo, buena cara               | 29 maggio 2019   |
| 81  | Prueba de amor                          | 30 maggio 2019   |
| 82  | Olfato de madre                         | 31 maggio 2019   |
| 83  | Armando pierde la compostura            | 3 giugno 2019    |
| 84  | Un error irremediable                   | 4 giugno 2019    |
| 85  | En la cuerda floja                      | 5 giugno 2019    |
| 86  | La caja de Pandora                      | 6 giugno 2019    |
| 87  | Huir del amor                           | 7 giugno 2019    |
| 88  | Adiós al pasado                         | 10 giugno 2019   |
| 89  | Contra la pared                         | 11 giugno 2019   |
| 90  | Le paga con la misma moneda             | 12 giugno 2019   |
| 91  | Sospecha confirmada                     | 13 giugno 2019   |
| 92  | Todo por amor                           | 17 giugno 2019   |
| 93  | El montaje                              | 20 giugno 2019   |
| 94  | El estratega                            | 21 giugno 2019   |
| 95  | Una pista importante                    | 24 giugno 2019   |
| 96  | La competencia                          | 25 giugno 2019   |
| 97  | Marcando territorio                     | 28 giugno 2019   |
| 98  | La verdad duele                         | 8 luglio 2019    |
| 99  | Perder la cabeza                        | 9 luglio 2019    |
| 100 | La nueva Betty                          | 10 luglio 2019   |
| 101 | Noticia trágica                         | 11 luglio 2019   |
| 102 | Un padre desilusionado                  | 12 luglio 2019   |
| 103 | Asumir la responsabilidad               | 15 luglio 2019   |
| 104 | Regreso triunfal                        | 16 luglio 2019   |
| 105 | Sentimientos encontrados                | 17 luglio 2019   |
| 106 | De mujer a mujer                        | 18 luglio 2019   |
| 107 | Enemiga intima                          | 19 luglio 2019   |
| 108 | La nueva presidenta                     | 22 luglio 2019   |
| 109 | Amenaza de muerte                       | 23 luglio 2019   |
| 110 | En el lugar equivocado                  | 24 luglio 2019   |
| 111 | La investigación                        | 25 luglio 2019   |
| 112 | Evidencia crucial                       | 26 luglio 2019   |
| 113 | Remordimientos cruciales                | 29 luglio 2019   |
| 114 | Invitado no deseado                     | 30 luglio 2019   |
| 115 | Aquí estoy y aquí me quedo              | 31 luglio 2019   |
| 116 | Noche de hombres                        | 1º agosto 2019   |
| 117 | Otra decepción amorosa                  | 2 agosto 2019    |
| 118 | Sangrando por la herida                 | 5 agosto 2019    |
| 119 | Por segunda vez                         | 6 agosto 2019    |
| 120 | Un amigo ingrato                        | 7 agosto 2019    |
| 121 | Todo sale a la luz                      | 8 agosto 2019    |
| 122 | Entre la vida y la muerte               | 9 agosto 2019    |
| 123 | Un sueño realizado                      | 12 agosto 2019   |
| 124 | La gran noche de Betty en NY (speciale) | 13 agosto 2019   |

## Produzione
Il trailer ufficiale di telenovela è stato presentato come Betty in NY, durante Upfront di NBC per la stagione televisiva 2018-2019. La produzione è iniziata le riprese il 27 novembre 2018, essendo la prima produzione di ABC Studios & Universal Television ad essere registrata nella nuova sede di NBC. Il 10 gennaio 2019, la presentazione ufficiale del personaggio di "Betty" interpretata da Elyfer Torres è stata fatta durante il programma Un nuevo día, e tutto il giorno attraverso l'account Instagram ufficiale della telenovela.